# Eisschnelllauf-Mehrkampfweltmeisterschaft 2020

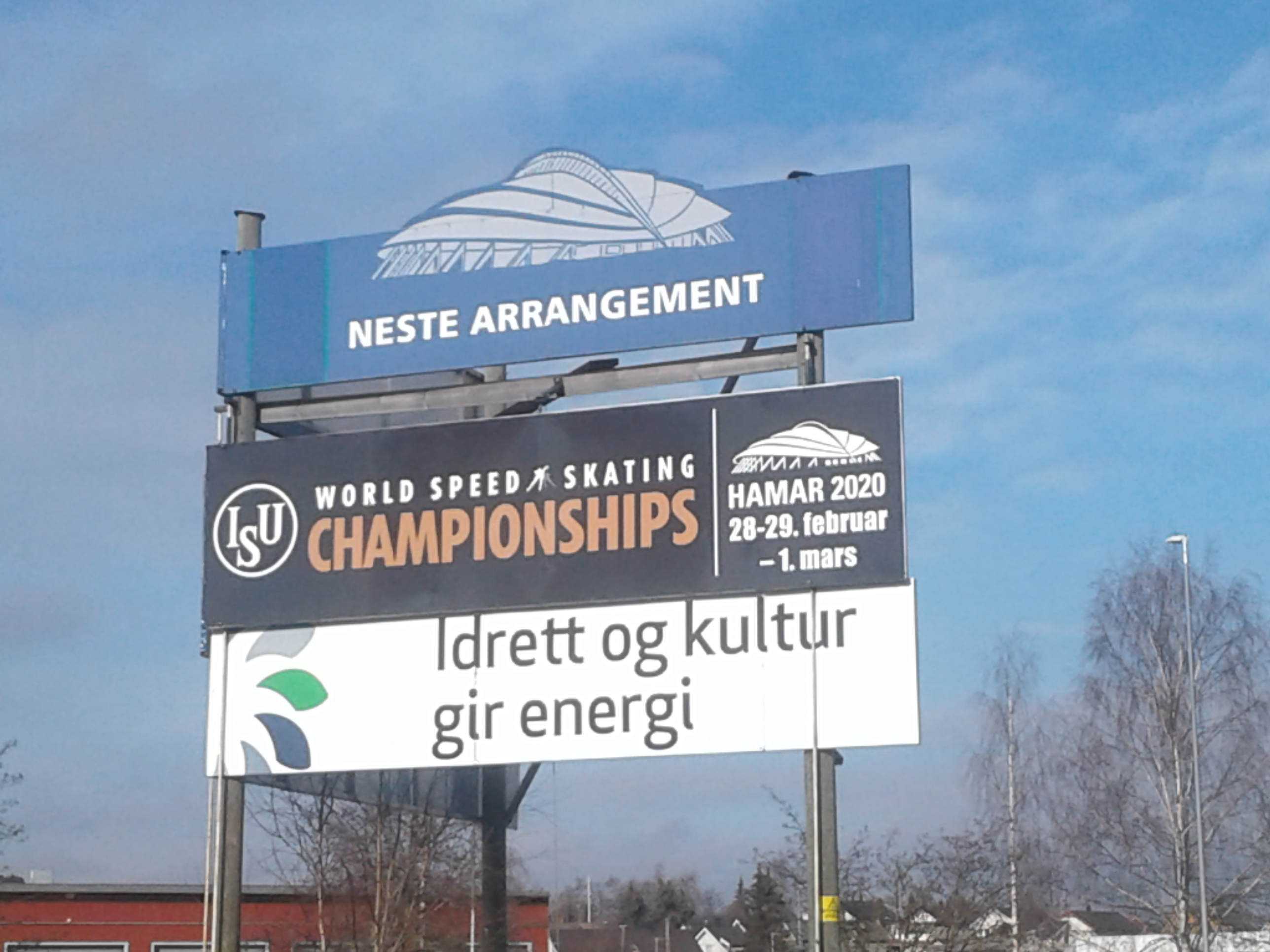
Ankündigungsschild der Weltmeisterschaften am Vikingskipet in Hamar

Die 114. Mehrkampfweltmeisterschaft (78. der Frauen) fand vom 29. Februar bis zum 1. März 2020 im Vikingskipet im norwegischen Hamar statt. Parallel zur Mehrkampf-WM wurde in Hamar auch die Sprintweltmeisterschaft 2020 ausgetragen. Zum ersten Mal fanden beide Weltmeisterschaften am gleichen Ort und am gleichen Wochenende statt.
Die beiden Weltmeistertitel gewannen Ireen Wüst und Patrick Roest aus den Niederlanden.

## Wettbewerb

### Frauen

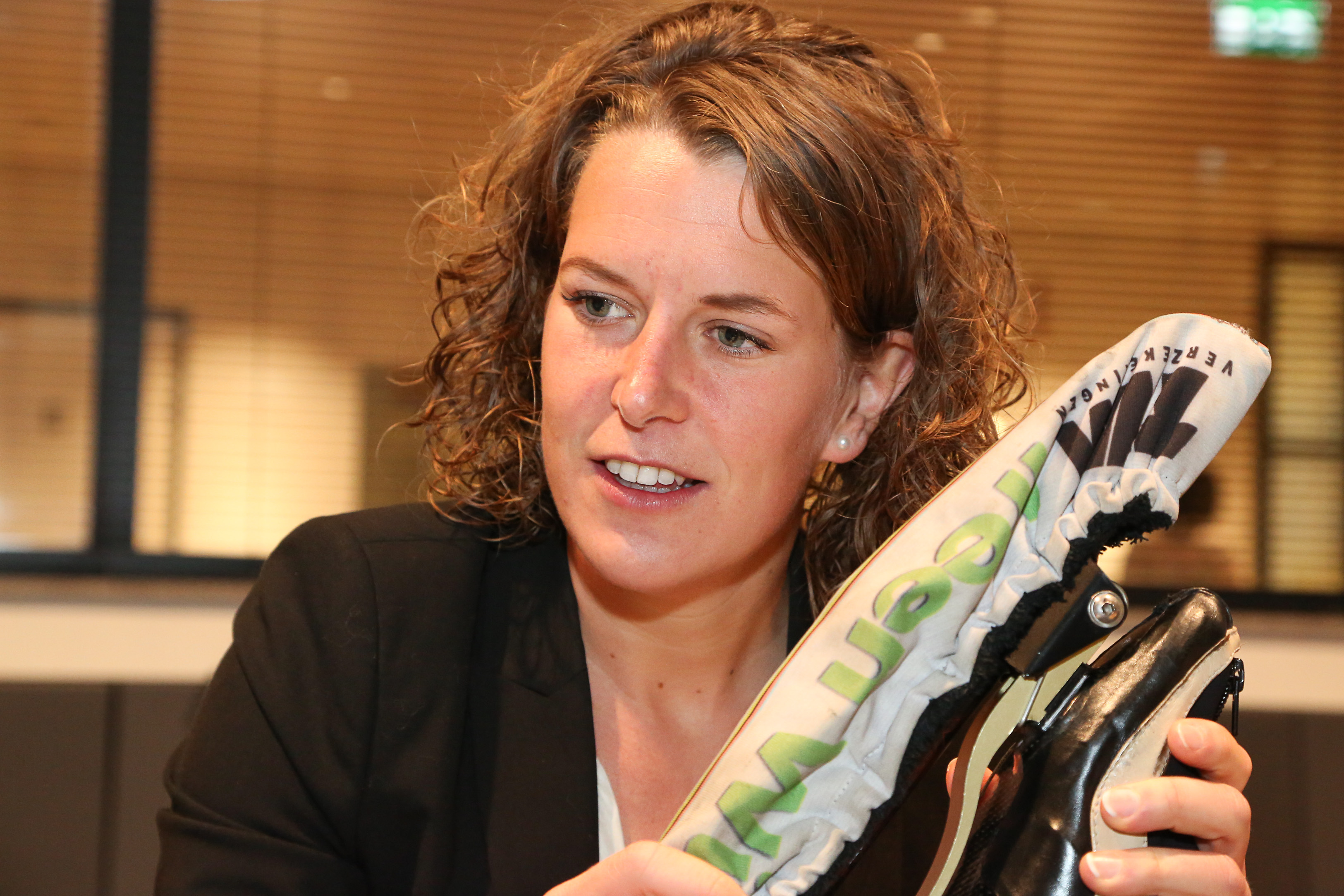
Mehrkampfweltmeisterin Ireen Wüst (Foto aus dem Jahr 2013)

Zum 24-köpfigen Teilnehmerfeld bei den Frauen gehörten mit Ireen Wüst und Martina Sáblíková zwei fünffache Weltmeisterinnen, wobei Sáblíková als amtierende Mehrkampfweltmeisterin anreiste. Miho Takagi, die Weltmeisterin von 2018, nahm nicht am Wettkampf teil, weil sie sich auf die parallel ausgetragene Sprint-WM konzentrierte. Neben Wüst und Sáblíková zählten die amtierende Mehrkampfeuropameisterin Antoinette de Jong und die mehrfache Weltcupsiegerin über 1500 Meter, 3000 Meter und 5000 Meter Ivanie Blondin zu den Favoritinnen. Außenseiterchancen wurden der 5000-Meter-Weltmeisterin Natalja Woronina eingeräumt, die allerdings auf den kürzeren Strecken als deutlich schwächer galt.
Schon nach den ersten beiden Rennen über 500 Meter und 3000 Meter führte Ireen Wüst den Wettbewerb vor Ivanie Blondin und Melissa Wijfje an. Martina Sáblíková lag nach einem schwachen Auftritt auf der Sprintstrecke zurück, obwohl sie über 3000 Meter die schnellste Zeit gelaufen war. Am zweiten Tag des Wettkampfes baute Wüst ihren Vorsprung auf Blondin auf der 1500-Meter- sowie auf der 5000-Meter-Distanz weiter aus und errang ihren sechsten Weltmeistertitel im Mehrkampf. Im Kampf um die Bronzemedaille setzte sich Antoinette de Jong knapp – auf das 5000-Meter-Rennen umgerechnet mit 0,08 Sekunden – vor Sáblíková durch. Wijfje, die über 5000 Meter nach de Jong und Sáblíková an den Start ging, unterbot bis zur vorletzten Runde die für den Gewinn der Bronzemedaille notwendige Zeit deutlich, verlor aber auf den letzten 800 Metern an Boden und fiel auf den fünften Rang im Gesamtklassement zurück.
| Rang | Name                   | Nation              | 500 Meter (in s) | 3000 Meter (in min) | 1500 Meter (in min) | 5000 Meter (in min) | Gesamt- punkte |
| ---- | ---------------------- | ------------------- | ---------------- | ------------------- | ------------------- | ------------------- | -------------- |
| 01   | Ireen Wüst             | Niederlande         | 38,96 (4)        | 4:02,60 (3)         | 1:53,89 (1)         | 7:01,68 (2)         | 159,524        |
| 02   | Ivanie Blondin         | Kanada              | 39,19 (8)        | 4:02,54 (2)         | 1:55,21 (5)         | 7:04,46 (4)         | 160,462        |
| 03   | Antoinette de Jong     | Niederlande         | 39,39 (12)       | 4:03,40 (5)         | 1:55,19 (4)         | 7:02,79 (3)         | 160,631        |
| 04   | Martina Sáblíková      | Tschechien          | 40,30 (18)       | 4:01,89 (1)         | 1:55,89 (7)         | 6:53,94 (1)         | 160,639        |
| 05   | Melissa Wijfje         | Niederlande         | 39,15 (6)        | 4:02,81 (4)         | 1:55,72 (6)         | 7:05,20 (5)         | 160,711        |
| 06   | Jewgenija Lalenkowa    | Russland            | 39,29 (9)        | 4:04,30 (9)         | 1:54,85 (2)         | 7:05,20 (5)         | 160,809        |
| 07   | Francesca Lollobrigida | Italien             | 39,30 (10)       | 4:04,14 (8)         | 1:57,22 (13)        | 7:12,00 (7)         | 162,263        |
| 08   | Nana Takagi            | Japan               | 38,86 (2)        | 4:08,59 (13)        | 1:55,15 (3)         | 7:19,56 (8)         | 162,630        |
| 09   | Ayano Satō             | Japan               | 38,99 (5)        | 4:06,68 (10)        | 1:56,03 (8)         |                     | 118,779        |
| 10   | Jelisaweta Kaselina    | Russland            | 38,86 (3)        | 4:08,82 (14)        | 1:56,39 (9)         |                     | 119,126        |
| 11   | Nikola Zdráhalová      | Tschechien          | 39,18 (7)        | 4:09,34 (16)        | 1:56,73 (11)        |                     | 119,646        |
| 12   | Natalja Woronina       | Russland            | 40,21 (15)       | 4:04,13 (7)         | 1:56,68 (10)        |                     | 119,791        |
| 13   | Karolina Bosiek        | Polen               | 38,76 (1)        | 4:12,90 (18)        | 1:57,42 (15)        |                     | 120,050        |
| 14   | Isabelle Weidemann     | Kanada              | 40,67 (22)       | 4:04,03 (6)         | 1:56,87 (12)        |                     | 120,297        |
| 15   | Han Mei                | Volksrepublik China | 39,35 (11)       | 4:14,71 (22)        | 1:57,33 (14)        |                     | 120,911        |
| 16   | Yin Qi                 | Volksrepublik China | 39,48 (13)       | 4:13,70 (20)        | 1:57,68 (16)        |                     | 120,989        |
| 17   | Valérie Maltais        | Kanada              | 40,24 (17)       | 4:09,01 (15)        | 1:59,29 (18)        |                     | 121,504        |
| 18   | Nadeschda Morosowa     | Kasachstan          | 40,15 (14)       | 4:08,25 (12)        | 2:01,54 (22)        |                     | 122,038        |
| 19   | Claudia Pechstein      | Deutschland         | 41,06 (24)       | 4:09,66 (17)        | 1:59,14 (17)        |                     | 122,383        |
| 20   | Nene Sakai             | Japan               | 40,22 (16)       | 4:12,91 (19)        | 2:00,47 (20)        |                     | 122,527        |
| 21   | Roxanne Dufter         | Deutschland         | 40,53 (19)       | 4:14,83 (23)        | 1:59,31 (19)        |                     | 122,771        |
| 22   | Sofie Karoline Haugen  | Norwegen            | 40,71 (23)       | 4:14,21 (21)        | 2:00,62 (21)        |                     | 123,284        |
| 23   | Karolina Gąsecka       | Polen               | 40,60 (21)       | 4:19,74 (24)        | 2:04,32 (23)        |                     | 125,330        |
| 24   | Maryna Sujewa          | Belarus             | 40,56 (20)       | 4:08,25 (11)        |                     |                     | 81,935         |

### Männer

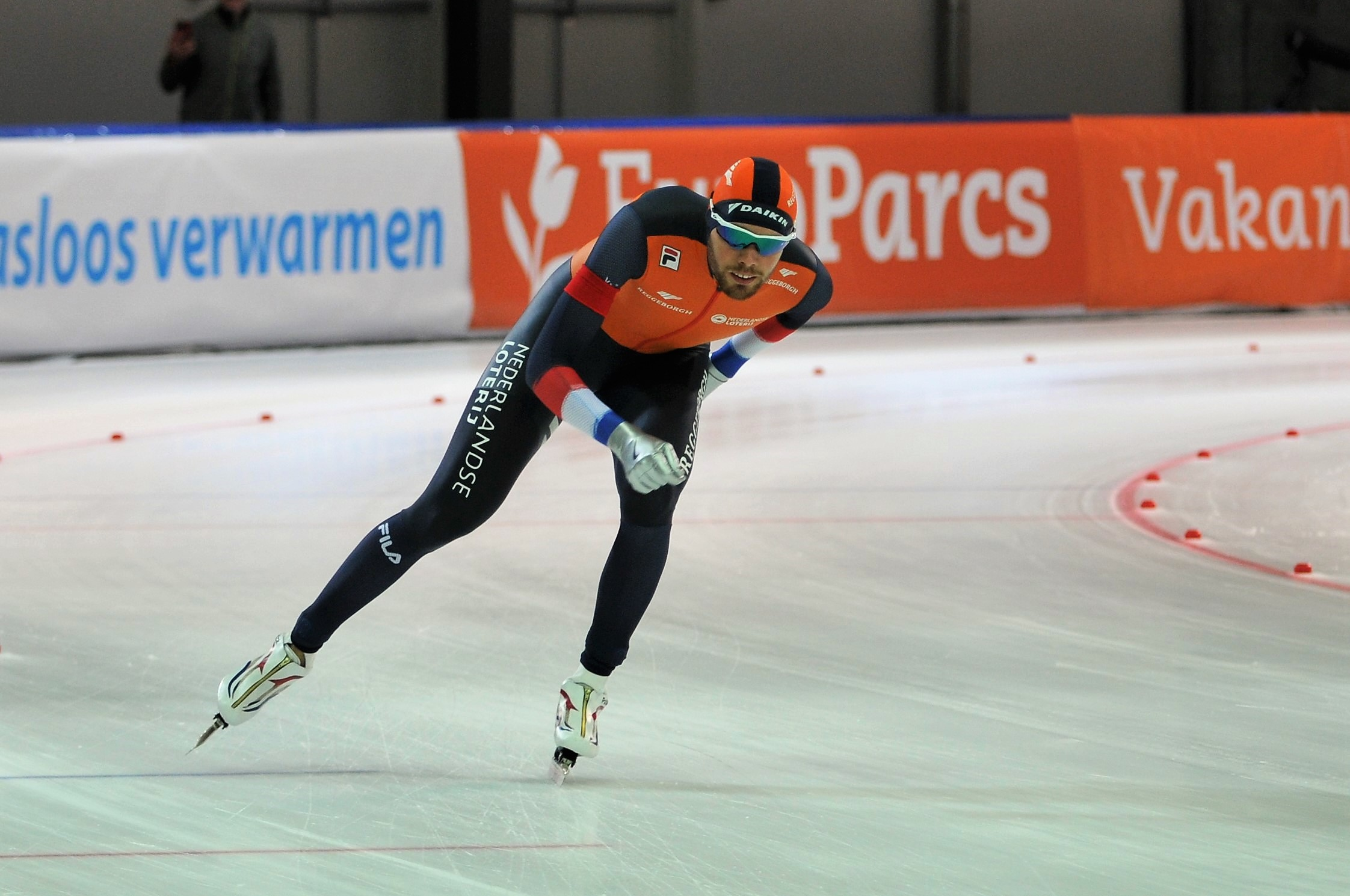
Mehrkampfweltmeister Patrick Roest (hier bei einem Wettkampf im Jahr 2022)

Der Niederländer Patrick Roest verteidigte seinen Titel von den Weltmeisterschaften 2018 und 2019 mit knapp anderthalb Punkten Vorsprung auf Sverre Lunde Pedersen aus Norwegen. Bei der Einzelstrecken-WM zwei Wochen zuvor hatte Roest keine Medaille gewonnen, in Hamar überkam er sein Formtief mit drei Streckensiegen über 5000 Meter, 1500 Meter und 10.000 Meter und sprach nach seinem dritten Weltmeistertitel von einem Gefühl der Erleichterung. Hinter Sverre Lunde Pedersen gewann der Japaner Seitaro Ichinohe die Bronzemedaille. Ichinohe war der schnellste Läufer über 500 Meter und verbesserte seine persönliche Bestzeit im abschließenden Rennen über 10.000 Meter um fast 20 Sekunden auf 13:07,88 Minuten.
Der neunfache Mehrkampfweltmeister Sven Kramer stieg nach den ersten beiden Strecken – bereits mit klarem Rückstand auf seinen führenden Teamkollegen Roest – aus dem Wettkampf aus. Er begründete seinen Rückzug mit gesundheitlichen Problemen in seiner Familie, die ihn geistig belasteten.
| Rang | Name                  | Nation              | 500 Meter (in s) | 5000 Meter (in min) | 1500 Meter (in min) | 10.000 Meter (in min) | Gesamt- punkte |
| ---- | --------------------- | ------------------- | ---------------- | ------------------- | ------------------- | --------------------- | -------------- |
| 01   | Patrick Roest         | Niederlande         | 36,52 (7)        | 6:14,35 (1)         | 1:44,41 (1)         | 13:02,45 (1)          | 147,880        |
| 02   | Sverre Lunde Pedersen | Norwegen            | 36,37 (5)        | 6:19,40 (2)         | 1:45,02 (2)         | 13:19,22 (7)          | 149,277        |
| 03   | Seitaro Ichinohe      | Japan               | 36,17 (1)        | 6:24,63 (8)         | 1:45,85 (3)         | 13:07,88 (2)          | 149,310        |
| 04   | Jan Blokhuijsen       | Niederlande         | 36,64 (8)        | 6:22,93 (7)         | 1:45,97 (4)         | 13:12,38 (5)          | 149,875        |
| 05   | Sergei Trofimow       | Russland            | 37,00 (14)       | 6:21,95 (4)         | 1:46,28 (9)         | 13:10,47 (3)          | 150,144        |
| 06   | Shane Williamson      | Japan               | 36,31 (3)        | 6:30,12 (16)        | 1:46,27 (8)         | 13:39,33 (8)          | 151,711        |
| 07   | Ted-Jan Bloemen       | Kanada              | 37,96 (21)       | 6:22,82 (5)         | 1:48,50 (16)        | 13:10,95 (4)          | 151,955        |
| 08   | Jordan Belchos        | Kanada              | 38,35 (23)       | 6:20,76 (3)         | 1:47,68 (13)        | 13:15,01 (6)          | 152,069        |
| 09   | Riku Tsuchiya         | Japan               | 36,74 (11)       | 6:26,76 (12)        | 1:46,42 (10)        |                       | 110,889        |
| 10   | Bart Swings           | Belgien             | 37,01 (15)       | 6:26,74 (11)        | 1:46,14 (6)         |                       | 111,064        |
| 11   | Hallgeir Engebråten   | Norwegen            | 36,71 (10)       | 6:30,04 (15)        | 1:46,18 (7)         |                       | 111,107        |
| 12   | Håvard Bøkko          | Norwegen            | 36,45 (6)        | 6:28,85 (13)        | 1:49,20 (19)        |                       | 111,735        |
| 13   | Tyson Langelaar       | Kanada              | 36,29 (2)        | 6:39,72 (21)        | 1:46,48 (11)        |                       | 111,755        |
| 14   | Livio Wenger          | Schweiz             | 36,98 (13)       | 6:32,98 (17)        | 1:46,76 (12)        |                       | 111,864        |
| 15   | Daniil Beljajew       | Russland            | 36,86 (12)       | 6:38,84 (20)        | 1:46,09 (5)         |                       | 112,107        |
| 16   | Witali Schtschigolew  | Kasachstan          | 37,40 (18)       | 6:26,13 (10)        | 1:48,62 (18)        |                       | 112,219        |
| 17   | Ruslan Sacharow       | Russland            | 38,19 (22)       | 6:22,92 (6)         | 1:48,40 (15)        |                       | 112,615        |
| 18   | Alemasi Kahanbai      | Volksrepublik China | 36,64 (9)        | 6:41,55 (22)        | 1:48,02 (14)        |                       | 112,801        |
| 19   | Demjan Gawrilow       | Kasachstan          | 37,22 (17)       | 6:42,92 (23)        | 1:48,61 (17)        |                       | 113,715        |
| 20   | Dmitri Morosow        | Kasachstan          | 37,58 (20)       | 6:36,48 (18)        | 1:50,17 (21)        |                       | 113,951        |
| 21   | Marcin Bachanek       | Polen               | 36,32 (4)        | 6:53,22 (24)        | 1:49,36 (20)        |                       | 114,095        |
| 22   | Sven Kramer           | Niederlande         | 37,49 (19)       | 6:25,54 (9)         |                     |                       | 76,044         |
| 23   | Andrea Giovannini     | Italien             | 37,20 (16)       | 6:37,96 (19)        |                     |                       | 76,996         |
| 24   | Davide Ghiotto        | Italien             | 39,31 (24)       | 6:29,96 (14)        |                     |                       | 78,306         |